# 江都宫
江都宫是隋炀帝在江都郡修建的行宫。由于历史久远，其建筑地址和样貌，已无从考证。
当代研究者依据当时使用名称，认为江都宫建筑规制可能达到行都规模。隋炀帝死于江都宫。唐朝时，在此建子城，即唐子城。宋朝建宋堡城。1957年，江苏省人民政府以隋宫城、唐子城之名列为省级保护单位。1996年，中国国务院以揚州城遺址之名列为第四批全国重点文物保护单位。

## 建筑

隋煬帝墓出土的江都宫遺址城牆磚

隋朝大业元年（605年），隋炀帝杨广建江都宫。隋炀帝第二次南下扬州时，江都宫建成。大业十四年（618年），江都兵变，“右屯卫将军宇文化及杀太上皇（隋炀帝）于江都宫”。
蜀岗古城的考古发掘发现，广陵城、江都宫、唐子城等城圈或相同，城门和城内道路也多见沿用或层叠现象。当代研究者推测江都宫“当是基本沿袭了之前广陵城的范围和主要道路网”。而与江都宫相关的“都宫、东城、成象殿、温室、永巷、玄武门、芳林门、江都门、行台门等名称”说明江都宫城门和主要殿阁名称与都城规制关联性较强。“制江都太守秩同京尹”说明江都宫规格甚高。江都宫之外的隋十宫、临江宫等宫苑，说明江都宫可能“曾一度达到行都的规模”。
2013年发现隋炀帝墓、2014年大运河申遗成功，“隋唐文化”成为扬州城市名片。当地以复原扬州隋唐时期建筑做为“挖掘隋唐文化的一个支点”。2020年，扬州大学建工学院曾进行江都宫数字化复原项目。